# Gyönk
Gyönk é uma cidade da Hungria, situada no condado de Tolna. Tem 38,11 km² de área e sua população em 2019 foi estimada em 2.048 habitantes.